# Tokyo Metropolitan High School

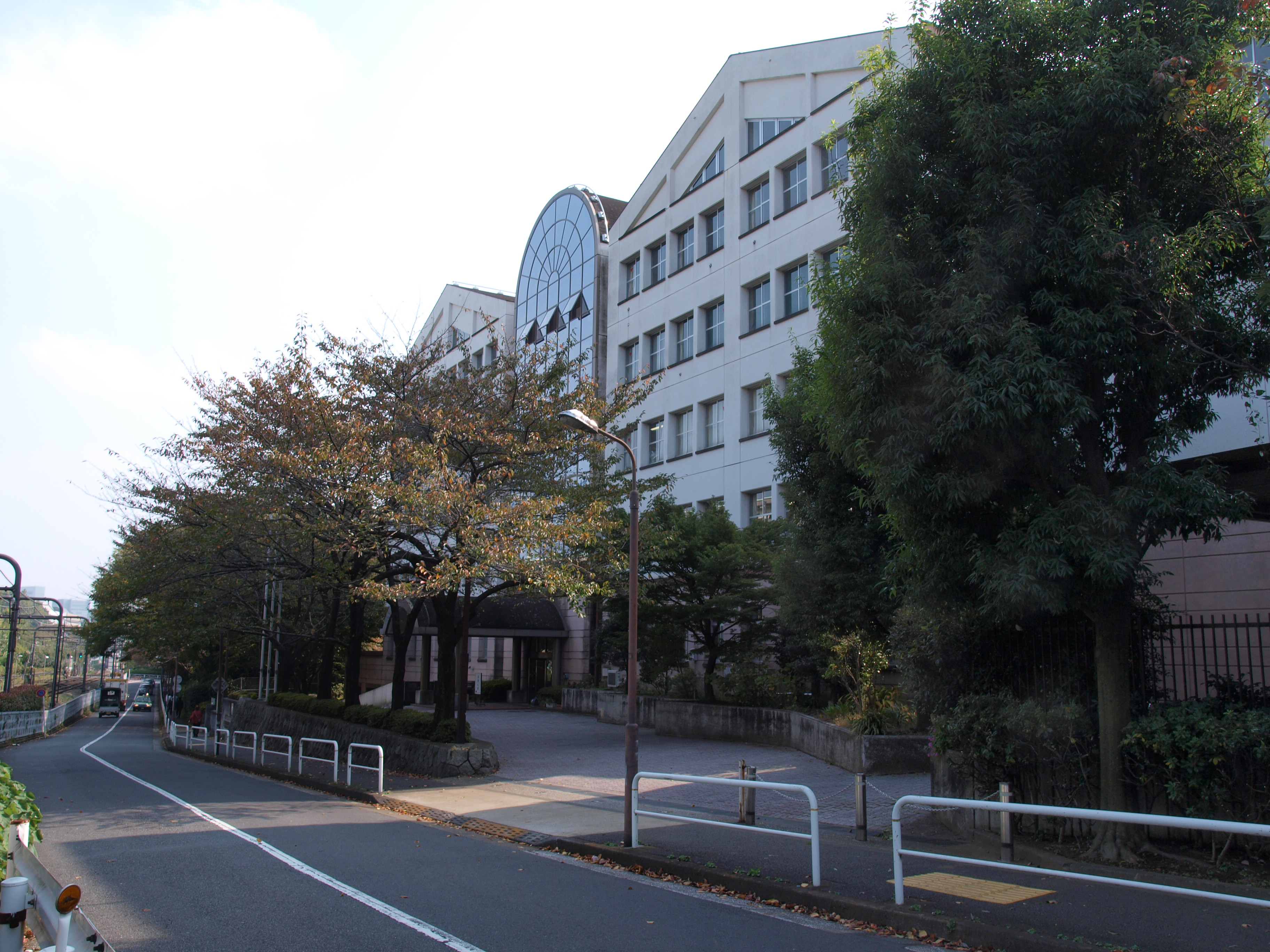

Tokyotoritu- kokusai -kotogakkou (på japanska) är en high school i Tokyo i Japan. Den ligger i Komaba i Megurodistriktet och grundades 1989. Skolan har internationell inriktning med tyngdpunkt på engelskaundervisning och är känd för sina årliga skolfestivaler som lockar tusentals besökare.